# Andreas Bucșă
Andreas Bucșă (4 de mayo de 2000) es un deportista de Rumania que compite en atletismo. Ganó una medalla de bronce en el Campeonato Europeo de Atletismo Sub-20 de 2019, en la prueba de salto de longitud.